# Planinski botanički vrt na Sljemenu
Planinski botanički vrt na Sljemenu je planinski botanički vrt (alpinum) na Sljemenu.
Osnovao ga je Fran Kušan nakon što se za ovaj botanički vrt dugo i teško pripremao. Kušan je bio upraviteljem ovog vrta. Botanički vrt na Sljemenu bio je dijelom projekta dr Frana Kušana, potpredsjednika Hrvatskog planinarskog društva, kojim je zamislio osnovati botaničke vrtove diljem Hrvatske u kojima bi se skupilo bogatu floru hrvatskih planina.Službeno je otvoren 2. srpnja 1939. godine.
Nalazio se odmah ispod Tomislavova doma na jednoj ograđenoj padini.
Projekt je dobro krenuo. Imao je veliku ispomoć države i šumarije, a financijsku je samostalnost imao po tome što je imao samostalan proračun. Botanički je vrt imao svog lugara kojeg mu je na ispomoć dala šumarija. 
Biljni je fond bio izdašan. Pribavio ga je Fran Kušan, Lošnig i Boris Vrtar. Prikupljen je u Hrvatskoj te na hercegovačkoj planini Čvrsnici. Skupilo se blizu pola tisuće biljaka.
Ni prve ratne godine nisu ugrozile rad ovog vrta. 424 su vrste zasijane proljeća 1941. godine. 
Vrt je danas zapušten. Vrlo ga je teško uočiti.